# Manre
Manre település Franciaországban, Ardennes megyében. Lakosainak száma 105 fő (2022. január 1.). Manre Ardeuil-et-Montfauxelles, Aure, Marvaux-Vieux, Gratreuil és Sommepy-Tahure községekkel határos.

## Népesség
A település népességének változása:
| Lakosok száma | 138  | 125  | 114  | 123  | 88   | 96   | 100  | 100  | 102  | 105  |
|               | 1968 | 1982 | 1990 | 2006 | 2013 | 2015 | 2017 | 2019 | 2020 | 2022 |